# Orthogonius andrewesianus
Orthogonius andrewesianus – gatunek chrząszcza z rodziny biegaczowatych i podrodziny Orthogoniinae.

## Opis
Biegaczowaty ten osiąga 13 mm długości ciała. Głowa gęsto punktowana. Nadustek z dwiema szczecinkami. Skleryt języczka o dwóch szczecinkach na wierzchołku. Labrum nieco wypukłe na przedzie. Bródka bez zęba środkowego. Tylne kąty przedplecza zaokrąglone. Przedplecze bez punktacji. Podstawa pokryw nieodgraniczona naprzeciwko międzyrzędów od 1 do 3. Międzyrząd 7 bruzdkowany.

## Występowanie
Gatunek ten występuje w Malezji, na indonezyjskiej Sumatrze oraz w Singapurze.